# Indohyus
Genre
Espèces de rang inférieur
- † Indohyus indirae
- † Indohyus major

Indohyus (« porc de l'Inde ») était un genre de petit ongulé de 10 kg environ qui vivait à l'Éocène, il y a environ 50 à 48 millions d’années. 

Il est considéré comme un cousin terrestre des cétacés.

## Caractéristiques
Plusieurs dizaines de squelettes de ce petit mammifère ont été analysés. Il a été mis au jour dans le Cachemire. 

Il a été décrit dans la revue Nature par Johannes Thewissen, de l’Université de l’Ohio. 

Indohyus présente des caractéristiques propres aux cétacés. C’était un animal semi-aquatique.
Malgré son régime alimentaire herbivore[réf. souhaitée], plusieurs spécialistes le considèrent comme un ancêtre probable des cétacés modernes.